# Locomotive Software
 (juillet 2024).
Si vous disposez d'ouvrages ou d'articles de référence ou si vous connaissez des sites web de qualité traitant du thème abordé ici, merci de compléter l'article en donnant les références utiles à sa vérifiabilité et en les liant à la section « Notes et références ».
Locomotive Software est une société d'informatique fondée en février 1983 à Dorking par Richard Clayton et Chris Hall,. Elle est notamment à l'origine du BASIC équipant l'ordinateur personnel Amstrad CPC. Elle équipe par la suite d'autres ordinateurs de la marque Amstrad comme les PCW.
La plupart du logiciel embarqué dans le CPC est écrit par Locomotive : le Locomotive BASIC, les ports CP/M, ainsi que l'AMSDOS. Le développement commence en septembre 1983 pour l'Amstrad CPC 464 et prend fin le 14 janvier 1984.